# シュレースヴィヒ航空基地
シュレースヴィヒ航空基地（ドイツ語: Fliegerhorst Schleswig）は、ドイツ連邦共和国シュレースヴィヒ＝ホルシュタイン州シュレースヴィヒのヤーグに所在する軍用飛行場。

## 概要
1916年にヤーグ航空基地として設立されて以来、ドイツ空軍が使用している。第二次世界大戦後はベルリン封鎖におけるベルリン大空輸では拠点の一つとなった。冷戦時代は第1海軍航空団が配置されていたが、1990年代初頭に第51偵察航空団「インメルマン」が配置される。2004年にはNATO タイガーミートの年次訓練が開催された。
また、2011年を目処に民間との共同利用が予定されている。商業航空業としては主にチャーター便が計画される。予測される空輸需要については下方修正された計画が進められる。ドイツ連邦政府とAIRGATE SH GmbH & Co. KGは予備協定に署名する。
最寄の高速道路代替滑走路はアウトバーン7号線が存在しており、有事の際に滑走路が使用不可能となった場合はこの区間での臨時運用がなされる。

## 配置部隊
- 第51偵察航空団「インメルマン」